# الغنادره
الغنادره (به فرانسوی: Laghnadra) یک شهرک در مراکش است که در استان سیدی بنور واقع شده‌است. الغنادره ۳۲٬۰۹۱ نفر جمعیت دارد.